# Vernoy
Vernoy est une commune française située dans le département de l'Yonne en région Bourgogne-Franche-Comté.
Ses habitants sont appelés les Vernoyens.

## Géographie
La Clairis (un ruisseau affluent du Loing) prend sa source et traverse la commune de Vernoy sur toute sa longueur (dont notamment sa place centrale) et alimente son lavoir qui n'est plus utilisé de nos jours.

### Axes de communication
Vernoy est situé à 19 kilomètres de Sens (sous-préfecture de l'Yonne) et à 34 kilomètres de Montargis (sous-préfecture du Loiret).
Deux axes routiers traversent son territoire, la D660 (ex nationale 60) qui relie Troyes à Orléans, et l'autoroute A19 qui relie l'autoroute A5 (à hauteur de Sens) à l'autoroute A10 (à hauteur d'Orléans), via l'autoroute A6 (à hauteur de Courtenay) et l'autoroute A77 (à hauteur de Montargis).
Des voies secondaires permettent de rallier les communes limitrophes, et les différents hameaux au centre du village.
Une voie de chemin de fer dite stratégique traverse également la commune, mais n'est plus utilisée de nos jours.

### Vernoy en France et en Europe
| Ville                            | Distance |
| -------------------------------- | -------- |
| Sens (France-89)                 | 19 KM    |
| Auxerre (France-89)              | 56 KM    |
| Courtenay (France-45)            | 8,5 KM   |
| Saint-Valérien (France-89)       | 10 KM    |
| Chéroy (France-89)               | 17 KM    |
| Montargis (France-45)            | 34 KM    |
| Paris (France-75)                | 114 KM   |
| Meschers-sur-Gironde (France-17) | 512 KM   |
| Londres (Royaume-Uni)            | 521 KM   |
| Dublin (République d'Irlande)    | 993 KM   |
| Athènes (Grèce)                  | 2 267 KM |
| Prague (République tchèque)      | 1 079 KM |
| Barcelone (Espagne)              | 988 KM   |
| Madrid (Espagne)                 | 1 292 KM |
| Lisbonne (Portugal)              | 1 762 KM |
| Bruxelles (Belgique)             | 427 KM   |

### Climat
Pour des articles plus généraux, voir Climat de la Bourgogne-Franche-Comté et Climat de l'Yonne.
En 2010, le climat de la commune est de type climat océanique dégradé des plaines du Centre et du Nord, selon une étude du Centre national de la recherche scientifique s'appuyant sur une série de données couvrant la période 1971-2000. En 2020, Météo-France publie une typologie des climats de la France métropolitaine dans laquelle la commune est exposée à un climat océanique altéré et est dans la région climatique  Nord-est du bassin Parisien, caractérisée par un ensoleillement médiocre, une pluviométrie moyenne régulièrement répartie au cours de l’année et un hiver froid (3 °C). 
Pour la période 1971-2000, la température annuelle moyenne est de 10,4 °C, avec une amplitude thermique annuelle de 15,6 °C. Le cumul annuel moyen de précipitations est de 736 mm, avec 11,8 jours de précipitations en janvier et 7,9 jours en juillet. Pour la période 1991-2020, la température moyenne annuelle observée sur la station météorologique de Météo-France la plus proche, « Savigny-sur-Clairis », sur la commune de Savigny-sur-Clairis à 3 km à vol d'oiseau, est de 11,3 °C et le cumul annuel moyen de précipitations est de 732,3 mm. 
La température maximale relevée sur cette station est de 41,9 °C, atteinte le 25 juillet 2019 ; la température minimale est de −21 °C, atteinte le 16 janvier 1985,,. 
Les paramètres climatiques de la commune ont été estimés pour le milieu du siècle (2041-2070) selon différents scénarios d'émission de gaz à effet de serre à partir des nouvelles projections climatiques de référence DRIAS-2020. Ils sont consultables sur un site dédié publié par Météo-France en novembre 2022.

## Urbanisme

### Typologie
Au 1er janvier 2024, Vernoy est catégorisée commune rurale à habitat dispersé, selon la nouvelle grille communale de densité à sept niveaux définie par l'Insee en 2022.
Elle est située hors unité urbaine. Par ailleurs la commune fait partie de l'aire d'attraction de Sens, dont elle est une commune de la couronne,. Cette aire, qui regroupe 65 communes, est catégorisée dans les aires de 50 000 à moins de 200 000 habitants,.

### Occupation des sols
L'occupation des sols de la commune, telle qu'elle ressort de la base de données européenne d’occupation biophysique des sols Corine Land Cover (CLC), est marquée par l'importance des territoires agricoles (74,7 % en 2018), une proportion identique à celle de 1990 (74,7 %). La répartition détaillée en 2018 est la suivante : 
terres arables (70,3 %), forêts (23,5 %), zones agricoles hétérogènes (4,4 %), zones urbanisées (1,8 %). L'évolution de l’occupation des sols de la commune et de ses infrastructures peut être observée sur les différentes représentations cartographiques du territoire : la carte de Cassini (XVIIIe siècle), la carte d'état-major (1820-1866) et les cartes ou photos aériennes de l'IGN pour la période actuelle (1950 à aujourd'hui).

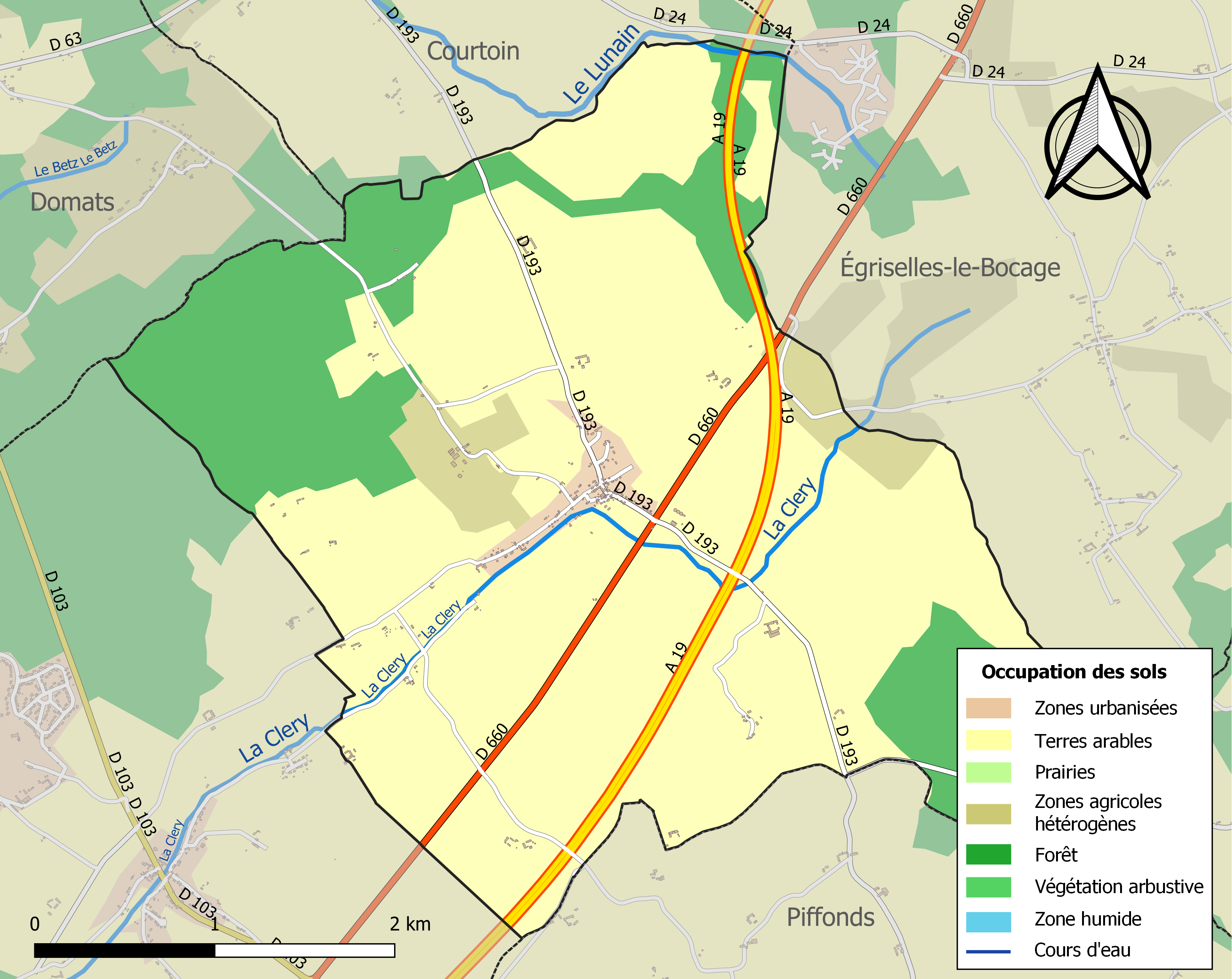
Carte des infrastructures et de l'occupation des sols de la commune en 2018 (CLC).

## Toponymie
Le nom de cette commune viendrait du mot Vernoy (Vernoie) qui désigne des lieux au sol humide où pousse l'aulne (aussi appelé verne). On retrouve alors une origine celte dans ce mot, qui désigne le marais en breton.
Ainsi, après avoir donné son nom à l'arbre susnommé (dont le bois très serrés et mouillés constituait autrefois le carburant parfait pour les fours de boulangers, de plâtriers et de briquetiers), il baptisa le lieu proprement dit.

## Histoire

### Héraldique
| Blason de Vernoy (Yonne) | Le blasonnement de Vernoy se fait ainsi : D'argent à une branche de verne (aulne) au naturel. Il s'agit d'armes parlantes. |

## Politique et administration
| Période | Période  | Identité           | Étiquette | Qualité |
| ------- | -------- | ------------------ | --------- | ------- |
| 1898    | 1929     | Eugène Pouce       |           |         |
| 1929    | 1944     | Émile Garanger     |           |         |
| 1944    | 1971     | Eugène Labarre     |           |         |
| 1971    | 1983     | Régis Bedeau       |           |         |
| 1983    | 1989     | Gérard Bertheloot  |           |         |
| 1989    | 2001     | Jean-Louis Pittet  |           |         |
| 2001    | 2014     | Philippe Génius    |           |         |
| 2014    | 2020     | Denis Evrard       |           |         |
| 2020    | En cours | Frédéric Bourgeois |           |         |

## Démographie
L'évolution du nombre d'habitants est connue à travers les recensements de la population effectués dans la commune depuis 1793. Pour les communes de moins de 10 000 habitants, une enquête de recensement portant sur toute la population est réalisée tous les cinq ans, les populations de référence des années intermédiaires étant quant à elles estimées par interpolation ou extrapolation. Pour la commune, le premier recensement exhaustif entrant dans le cadre du nouveau dispositif a été réalisé en 2005.

En 2022, la commune comptait 244 habitants, en évolution de +1,24 % par rapport à 2016 (Yonne : −1,95 %, France hors Mayotte : +2,11 %).
| 1793 | 1800 | 1806 | 1821 | 1831 | 1836 | 1841 | 1846 | 1851 |
| ---- | ---- | ---- | ---- | ---- | ---- | ---- | ---- | ---- |
| 391  | 360  | 360  | 386  | 363  | 407  | 416  | 414  | 455  |

| 1856 | 1861 | 1866 | 1872 | 1876 | 1881 | 1886 | 1891 | 1896 |
| ---- | ---- | ---- | ---- | ---- | ---- | ---- | ---- | ---- |
| 437  | 415  | 411  | 440  | 448  | 424  | 409  | 400  | 396  |

| 1901 | 1906 | 1911 | 1921 | 1926 | 1931 | 1936 | 1946 | 1954 |
| ---- | ---- | ---- | ---- | ---- | ---- | ---- | ---- | ---- |
| 390  | 377  | 375  | 323  | 349  | 336  | 341  | 310  | 313  |

| 1962 | 1968 | 1975 | 1982 | 1990 | 1999 | 2005 | 2006 | 2010 |
| ---- | ---- | ---- | ---- | ---- | ---- | ---- | ---- | ---- |
| 279  | 208  | 191  | 176  | 191  | 179  | 196  | 193  | 214  |

| 2015 | 2020 | 2022 | - | - | - | - | - | - |
| ---- | ---- | ---- | - | - | - | - | - | - |
| 239  | 239  | 244  | - | - | - | - | - | - |

## Lieux et monuments
À Vernoy il y a : un cimetière, l'église Saint-Fiacre avec un vitrail et une cloche remarquables, un lavoir, une ancienne gare, une ancienne discothèque, une mairie et une salle des fêtes.

## Événements
Fête communale et vide-grenier en principe à l'occasion de la Fête Nationale.

## Pour approfondir